# JWH-081
JWH-081，化学名N-正戊基-3-(4-甲氧基-1-萘甲酰基)吲哚，分子式C
25H
25NO
2，属于萘甲酰基吲哚类JWH系列大麻素，是大麻素受体CB1和CB2的激动剂。